# Nash Mills
Nash Mills es una parroquia civil del distrito de Dacorum, en el condado de Hertfordshire (Inglaterra).

## Geografía
Según la Oficina Nacional de Estadística británica, Nash Mills tiene una superficie de 1,82 km².

## Demografía
Según el censo de 2001, Nash Mills tenía 2274 habitantes (49,78% varones, 50,22% mujeres) y una densidad de población de 1249,45 hab/km². El 20,23% eran menores de 16 años, el 73,75% tenían entre 16 y 74, y el 6,02% eran mayores de 74. La media de edad era de 38,62 años. Del total de habitantes con 16 o más años, el 26,85% estaban solteros, el 59,04% casados, y el 14,11% divorciados o viudos.
El 90,15% de los habitantes eran originarios del Reino Unido. El resto de países europeos englobaban al 2,64% de la población, mientras que el 7,21% había nacido en cualquier otro lugar. Según su grupo étnico, el 90,64% eran blancos, el 1,76% mestizos, el 6,24% asiáticos, el 0,66% negros, el 0,4% chinos, y el 0,13% de cualquier otro. El cristianismo era profesado por el 68,85%, el hinduismo por el 1,8%, el judaísmo por el 0,53%, el islam por el 4,4%, el sijismo por el 0,13%, y cualquier otra religión, salvo el budismo, por el 0,26%. El 17,47% no eran religiosos y el 6,56% no marcaron ninguna opción en el censo.
Había 907 hogares con residentes y ninguno vacío.